# Anthony Capella
Anthony Capella (* 1962 in Uganda) ist ein englischer Schriftsteller und Drehbuchautor. Er schreibt auch unter den Pseudonymen Tony Strong, Jonathan Holt und JP Delaney.
Anthony Capella studierte englische Literatur an der Universität Oxford. Danach arbeitete er als Werbetexter. Von 1997 bis 2003 veröffentlichte er unter dem Pseudonym Tony Strong im 2-Jahres-Rhythmus Kriminalromane. Danach schrieb er von 2005 bis 2012 mehrere Romane unter seinem Klarnamen. Es folgten von 2013 bis 2015 Krimis unter dem Pseudonym Jonathan Holt. Seither publiziert Capella unter dem Pseudonym JP Delaney vorwiegend Thrillers. Für das britische Fernsehen erarbeitet er Drehbücher. 
Capella lebt und arbeitet abwechselnd in London und in der englischen Grafschaft Oxfordshire.

## Werke

### Als Anthony Capella
- The Food of Love. Little, Brown, Boston 2005, ISBN 978-0-7515-3569-3.
- The Wedding Officer. Little, Brown, Boston 2007, ISBN 978-0-7515-3754-3.
- The Various Flavours of Coffee. 2008, ISBN 978-0-7515-3943-1.
  - Kaffee oder Das Aroma der Liebe. Rowohlt, Hamburg 2001, ISBN 978-3-644-44061-6.
- The Empress Of Ice Cream. Little, Brown, Boston 2010, ISBN 978-0-7515-3944-8.
- Undressing. The Lemon Press, Redditch 2012
- Love and Other Dangerous Chemicals. Atlantic Books, Chicago 2012, ISBN 978-0-85789-026-9.

### Unter dem Pseudonym Tony Strong
- The Poison Tree (dt. Katzenzungen), 1997
- The Death Pit (dt. Der Taubenturm), 1999
- The Decoy (dt. Gefährliche Versuchung), 2001
- Tell Me Lies (dt. Auf meiner Haut), 2003

### Unter dem Pseudonym Jonathan Holt
- The Boatman. Bloomsbury, London 2013, ISBN 978-1-78185-367-2.
- The Abduction. Bloomsbury, London 2014, ISBN 978-1-78185-370-2.
- The Traitor. Bloomsbury, London 2015, ISBN 978-1-78185-374-0.

### Unter dem Pseudonym JP Delaney
- Believe Me – Spiel Dein Spiel. Ich spiel es besser. Penguin, München 2018, ISBN 978-3-328-10326-4.
- The Girl Before – Sie war wie du. Und jetzt ist sie tot. Penguin, München 2018, ISBN 978-3-328-10327-1.
- Tot bist du perfekt. Penguin, München 2020, ISBN 978-3-328-10459-9.
- Du gehörst uns. Penguin, München 2020, ISBN 978-3-328-10753-8.
- Die Fremde in meinem Haus. Penguin, München 2023, ISBN 978-3-328-60288-0.
- Die Erbin. Penguin, München 2024, ISBN 978-3-328-60367-2.